# Sarleinsbach
Sarleinsbach – gmina targowa w Austrii, w kraju związkowym Górna Austria, w powiecie Rohrbach. Liczy 2264 mieszkańców (1 stycznia 2015).